# 加藤絹子
加藤 絹子（かとう きぬこ、1976年2月20日 - ）は、日本の女優。東京都出身。劇団民藝所属。ドキュメンタリーのナレーション、海外のテレビ番組にも出演。

## 出演作品
太字は、主役・メインキャラクター

### テレビドラマ
- 篤姫（忠冬の妻）

### 吹き替え
- ER XIV 緊急救命室 #12（サリー・パトリス〈オデッサ・レイ〉）
- 不思議なオパール（ペネロピー・タウンズ）

### 舞台
2007年
- 木下順二作 『沖縄』 垣花シズ 役
- 山田太一作 『林の中のナポリ』 毛利善江 役
- 小幡欣治作 『坐漁荘の人びと』 海堂あぐり 役

主な外部出演
- 「尾上辰之助の走れメロス」日生劇場
- 「東宝ミュージカル　マイフェアレディー」帝国劇場、大阪飛天
- 「東宝　大須純情音楽隊」名鉄劇場